# جيري شارب
جيري شارب (بالإنجليزية: Gerry Sharpe)‏ (17 مارس 1946 بغلوستر في المملكة المتحدة - ) هو لاعب كرة قدم بريطاني في مركز جناح ‏. لعب مع نادي بريستول سيتي.